# Paninaro (Pet Shop Boys)
Paninaro è un singolo del gruppo musicale britannico Pet Shop Boys, pubblicato nel 1986 dalla Parlophone in edizione limitata a 5.000 esclusivamente in Italia.

## Descrizione
Prodotto dai Pet Shop Boys, Paninaro nacque in Italia durante la presenza del duo per promuovere il loro album di debutto Please tra il 1985 e il 1986. Il duo rimane affascinato dagli usi e costumi della subcultura dei "paninari", tanto da comporvi una canzone. Si tratta inoltre di uno dei pochi brani in cui la voce principale è quella di Chris Lowe, con Neil Tennant che esegue soltanto il ritornello.
Il brano, è stato originariamente inserito come lato B del singolo Suburbia, pubblicato anch'esso nel 1986.
Nel 1987 venne anche registrato un videoclip promozionale, diretto dagli stessi Neil Tennant e Chris Lowe.

## Tracce
12" (Italia)
- Lato A

1. Paninaro (The Pet Shop Boys Mix) – 8:40

- Lato B

1. Paninaro (Ian Levine Mix) – 9:43

## Paninaro '95
Nel 1995 il brano venne registrato nuovamente e ribattezzato Paninaro '95. Esso venne pubblicato come singolo apripista della raccolta Alternative, nonostante nella raccolta non compaia Paninaro '95 ma la versione originale del 1986.

### Tracce
CD – parte 1 (Regno Unito)
1. Paninaro '95 (PSB Extended Mix) – 7:30
2. Paninaro '95 (Tin Tin Out Mix) – 7:47
3. Paninaro '95 (Tracy's 12' Mix) – 8:30
4. Paninaro '95 (Sharon's Sexy Boyz Dub) – 5:47
5. Paninaro '95 (Angel Moraes Deep Dance Mix) – 10:39

CD – parte 2 (Regno Unito)
1. Paninaro '95 – 4:10
2. In the Night '95 – 4:50
3. Girls & Boys (Pet Shop Boys Live In Rio) – 5:04 – originariamente interpretata dai Blur

12" – parte 1 (Regno Unito)
- Lato A

1. Paninaro '95 (Tracy's 12" Mix) – 8:28
2. Paninaro '95 (Sharon's Sexy Boyz Dub) – 5:47

- Lato B

1. Paninaro '95 (Tin Tin Out Mix) – 7:47
2. Paninaro '95 (Pet Shop Boys Extended Mix) – 7:30

12" – parte 2 (Regno Unito)
- Lato A

1. Paninaro '95 (Angel Moraes Deep Dance Mix) – 10:39

- Lato B

1. Paninaro '95 (Angel Moraes Girls Boys In Dub) – 11:57
2. Paninaro '95 (Angel Moraes The Hot N Spycy Dub) – 9:35

### Classifiche
| Classifica (1995) | Posizione massima |
| ----------------- | ----------------- |
| Australia         | 30                |
| Belgio            | 35                |
| Finlandia         | 5                 |
| Germania          | 39                |
| Israele           | 1                 |
| Paesi Bassi       | 30                |
| Regno Unito       | 15                |
| Svezia            | 24                |

## Versioni cover
Nel 2011 il cantante russo Mitya Fomin pubblicò il singolo Paninaro 2011 (Огни большого города), fortemente basato sulla versione del 1995 di Paninaro.